# Патрик Смитьойс
Патрик Джордж Смитьойс (на нидерландски: Patrick George Smithuis) е нидерландски предприемач, природозащитник, общественик и създател на документални филми, живеещ в България.

## Биография
Роден е в семейство на предприемачи в Хенгело, Нидерландия на 20 септември 1970 г.. На 18-годишна възраст започва да се занимава с търговия на дрехи.
Пристига в България в търсене на добри възможности за инвестиции през 1993 г. Започва производство на облекла, което не му носи печалба, но дълго време не го закрива, за да не лиши от препитание служителите си. Решава да продаде шивашкото предприятие през 2004 г. Започва бизнес в сферата на недвижимите имоти и строителството през 2006 г..
Запознава се с бъдещата си съпруга Стефка Камчева през 2006 г. и се установява за постоянно в България. Имат 2 дъщери.
През цялото време, през което живее в България, Патрик Смитьойс активно се занимава с проекти от социална значимост за страната, която чувства като своя (втора) родина.

## Обществена дейност

### Защита на природата
Патрик Смитьойс се занимава основно с природозащитни каузи. Такава е идеята за очистване и възстановяване на местността Шаварите край Самоков, където р. Искър се влива в язовир „Искър“. Местността е сред последните влажни зони в тази част на България, приватизирана е през 1990-те години и е превърната в нелегално сметище. През 2006 г. теренът е препродаден на нидерландски инвеститори с цел на това място да бъде изграден луксозен ваканционен комплекс..
Смитьойс обаче, разбирайки за уникалните природни дадености и значимостта на тази местност за цялата екосистема в областта, решава да откупи терена и да се заеме с възстановяването и облагородяването ѝ, като организира почистване на района и прокопаване на меандри, през които водата да може да тече и да се създадат условия за възвръщане на биологичното разнообразие на това място, което се оказва дом на 5 застрашени от изчезване животински вида, вписани в Червената книга. Така постепенно Патрик Смитьойс превръща местността „Шаварите“ в първия частен природен резерват в България, като развива и многобройни образователни инициативи на територията му.
Патрик Смитьойс е главно действащо лице по казуса с Регионалната система за управление на отпадъците в Самоков, като заема активна гражданска позиция по отношение на новоизграденото депо за отпадъци край Драгушиново.
Той е сред най-изявените граждански активисти и по казуса за Концесията за златодобива в град Трън. Агитира за провеждане на референдум в Трън, като заснема и документален филм за очакваните последици от екплоатацията на златната мина. След няколко месеца чрез местен референдум проектът за концесията е отхвърлен с 96 % гласували срещу мината.

### Проект „Свободни“
В процеса на работа по своите многобройни благородни каузи Патрик Смитьойс постепенно стига до заключението, че единственият начин България да се оттласне от позицията на най-бедната държава в ЕС е чрез обединяване на стойностни хора с визия за развитието на страната и чрез сформиране на колектив, в който всеки да допринася със знанията и уменията си. През пролетта на 2017 г. тръгва да обикаля България в търсене на изявени и авторитетни личности от разни сфери на обществения живот и започва своя проект „Свободни“. Разговорите си с тях, техните визии и идеи за бъдещето на България събира в интернет-платформата „Свободни“.

### Документалистика
Патрик Смитьойс е автор и на серия документални филми на английски, озаглавена „My New Homeland“ („Моят нов роден край“), за проблеми в България, с цел да станат обществено достояние в България и по света и да се търсят варианти за разрешаването им.

### Компютърно училище
През ноември 2014 г. Патрик Смитьойс създава компютърното училище „Прозорци към света“ в Самоков, в което младежи от града се учат на компютърни умения напълно безплатно. Проектът е осъществен изцяло с негови собствени средства, без подкрепа от европейски фондове или друго финансиране. Поради липса на обучаващи се училището затваря врати през 2016 г.

## Участия и награди
Участва в семинари и събрания в опит да убеди хората, че промяната зависи от самите тях.
В лекцията „Лъжата на малките стъпки“ (на английски: The lie of small steps) в конференция TED обяснява подробно защо начинът, по който се сформира „активното общество“ в България, е абсолютно безсмислен.
Като автор на документални филми за българската природа на 7 юни 2016 г. Патрик Смитьойс печели приза „Зелена личност 2015“. Наградата отличава хора, които са допринесли за популяризиране и разпространяване на „зелената идея“ в обществото.

## Филмография
| Публикуван        | Заглавие |
| ----------------- | --- |
| 2 септември 2015  | Моята лична болка. Защо реших да направя тези филми за България. |
| 4 септември 2015  | Началото на моето разузнаване. Къде отиват мръсните води от сметището на Самоков?                                                                                   |
| 8 септември 2015  | Разходка до мястото, което беше избрано за новото сметище. Мястото е идеално. Защо сега строят сметището в Самоков. Съвсем на друго място?                          |
| 11 септември 2015 | Разходка до Драгушиново. Местните разказват за далаверите и проблемите край новото сметище. Как нещата за някакви хора винаги могат да се случат по „втория начин“. |
| 5 октомври 2015   | Обществено обсъждане? Слуша ли някой? |
| 14 септември 2015 | ВЕЦ ще убие делтата на р. Искър. Истината за един коварен проект в коритото на река Искър.                                                                          |
| 28 септември 2015 | Местен референдум в Самоков? Дали хората от Драгушиново и Самоков ще успеят да се борят с местната администрация?                                                   |
| 12 октомври 2015  | Депо Самоков – резюме и заключение. Как един цял град е прецакан заради интересите на някой…                                                                        |
| 12 декември 2015  | Истината за Българската гора, част 1. |
| 29 декември 2015  | Истината за Българските гори, част 2. |
| 27 януари 2016    | Горите са на всички нас. |
| 1 март 2016       | Капка надежда за нашите гори. |